# Turri il bandito
Turri il bandito è un film del 1950 diretto da Enzo Trapani.

## Trama
In Sicilia, durante una processione, viene scoperto il corpo di un uomo senza vita. I paesani indicano come artefice il contadino "Turri". Accusato da Berto, sindaco del paese, Turri, non avendo modo di provare la propria innocenza, fugge.